# فرانكي
فرانكي (باليابانية: フランキー)، هو شخصية خيالية من تأليف إييتشيرو أودا. وشخصية من شخصيات مسلسل الأنمي ون بيس.

## حياته
نجار طاقم قبعة القش، يحمل حلمًا كبيرًا في صنع أفضل سفينة قراصنة في التاريخ. تعلم مهاراته من النجار توم، الذي كان قد صنع سفينة غول دي. روجر "أورو جاكسون". كان لديه مخطط للسلاح الأسطوري بلوتون، لكنه أحرقه في إينيس لوبي، حيث كانت الحكومة تسعى للسيطرة عليه. بعد ذلك، قام ببناء السفينة البديلة لسفينة ميري، والتي تُدعى "ثاوزند ساني-غو"، واسمه الحقيقي هو "كاتي فلام".

## مظهر الشخصية
فرانكي يمتلك جسدًا آليًا، وهو ثاني أطول شخصية في طاقم قبعة القش بعد بروك. يتميز بشعره الأزرق، الذي يمكنه تغيير تسريحته بمجرد الضغط على أنفه لأكثر من ثلاث ثوانٍ. أنفه أيضًا آلي. يرتدي عادة قميصًا مفتوحًا ويكون نصف عارٍ، بالإضافة إلى نظارات شمسية.

## نبذة تعريفية
- الاسم: فرانكي
- شخصيته: يمتلك طابع كوميدي قوي ومُمتع شخص لطيف ويتأقلم مع أي جو ويتعامل بطبيعته
- الانتماءات: قراصنة قبعة القش، ووظيفته: نجار السفينة
- الصفات المميزة: مُصمم سفن حربية ويُتقن تصميم المدافع والأسلحة
- المكافأة الموضوعة على رأسه: 394,000,000 بيري
- الأسلحة: متعددة
  - اليد اليمنى القوية: تسمح له بالتمدد ضد الخصم
  - النار الطازجة: تمكنه من نفث نار قويه فيحرق كُل شيء
  - السلاح السري: تُمكنه مِن إخراج طلقات رصاص وقنابل مِن يده
  - الإعصار: يخرج ريح قوية من يده
  - شعاع الليزر: يمكنه من دثر الخصم
  - الجينيرال فرانكي: من أقوى تقنياته وفعّالة جدًا
- الحلم: صنع سفينه تُبحر بجميع البحار وتصمد أمام آي عاقب أمامها ولهذا السبب صنع لوفي السفينة
- أول ظهور: الحلقة 233 في الانمي - الفصل #229 في المانجا

## روابط خارجية
- فرانكي على موقع ميوزك برينز (الإنجليزية)